# Gammaterapia
La gammaterapia es el tratamiento radioterápico con isótopos radioactivos. Es la irradiación con rayos gamma.

## Tipos
- Interna: Los isótopos actúan desde el interior (introducir isótopos dentro del órgano). A su vez se divide en:
  - Intersticial: Pinchando el isótopo.
  - Intraserosal: Por ejemplo, colocando un líquido dentro de la pleura.
  - Metabólica: Forma parte del metabolismo del cáncer.

- Externa: Los isótopos actúan desde el exterior.
  - Plesioterapia: Es una radioterapia de contacto, con moldes. El isótopo está encima del tumor.
  - Braquiterapia: Tratamiento con un isótopo que se coloca a menos de 10 cm del tumor. Es el caso de la ginecológica intrauterina.
  - Teleterapia o telegammaterapia: Colocar el isótopo a unos 50 cm del tumor.